# Severo Aguirre del Cristo
Severo Aguirre del Cristo (La Habana, 1 de mayo de 1912 - Ibídem, 13 de enero de 1992) fue un político comunista cubano afrodescendiente, carpintero de oficio y dirigente de distintas organizaciones comunistas desde 1930, embajador en la Unión Soviética y presidente de la Asamblea Nacional del Poder Popular de Cuba entre 1988 y 1990.

## Biografía

### Trayectoria políticos
En 1930, Aguirre se unió a la  Liga Juvenil Comunista de Cuba (LJCC), organización de juventudes asociada al Partido Comunista Cubano (PCC). En 1931, en la I Conferencia Nacional, fue elegido secretario general de la LJCC, cargo que ocupó hasta la disolución de la Liga, en 1938. En diciembre de 1933, fue enviado al Pleno del CE de la  Internacional Juvenil Comunista (IJC) en Moscú para conseguir la admisión de la LJCC en la Internacional. 
En 1935, asistió como delegado al VI Congreso de la ICJ, donde fue elegido miembro del CE de la ICJ (bajo el pseudónimo de «Ramírez») en calidad de representante de la LJCC. En agosto de 1938, fue delegado al II Congreso Mundial de la Juventud en el Vassar College, Nueva York.
En 1934, ingresó en el Partido Comunista Cubano (PCC) y, el mismo año en el II Congreso, fue elegido miembro del Comité Central y el Buró Político.
En 1937, formó parte Comité Nacional del Partido Unión Revolucionaria y fue líder de la Agrupación Jóvenes del Pueblo (AJP). En 1939, la Unión Revolucionaria Comunista le postuló como candidato para participar en la Constituyente. En 1940, tras la unificación de la AJP con la Hermandad de los Cubanos jóvenes, fue secretario de la Comisión Nacional Conjunta y Secretario General del CE de la Juventud Revolucionaria Cubana.
En 1944, fue miembro del Comité Nacional y del CE del Partido Socialista Popular (PSP), donde fue responsable de la enseñanza política. El mismo año presentó un informe en la II Asamblea Nacional del PSP y fue miembro del Consejo Editorial de la revista "Fundamentos".
Fue Consejero del Partido Guatemalteco del Trabajo. Después del derrocamiento del gobierno de Jacobo Árbenz, en 1954, regresó a Cuba. Trabajó en la clandestinidad y fue responsable de la comisión campesina del PSP (1954-1958). Mantuvo contactos, en las montañas de la Sierra Maestra y el Escambray, entre el PSP y el Ejército Rebelde. En 1959, asumió como Secretario del CE del PSP. De igual forma, en 1959, fue representante del PSP al XXI Congreso del Partido Comunista de la Unión Soviética.

### Revolución cubana
Después de la victoria de la revolución cubana, fue jefe del departamento de ganadería del Instituto Nacional de la Reforma Agraria (INRA). Fue viceministro del INRA y decano de la facultad de agricultura de la Universidad de La Habana. Miembro del Comité Central del Partido Comunista de Cuba (refundado en 1965), fue también presidente del Consejo Nacional del Movimiento Cubano por la Paz y la Soberanía Nacional y vicepresidente del Consejo Mundial por la Paz. 
Embajador de Cuba en la URSS (1973-1979), diputado de la Asamblea Nacional del Poder Popular y miembro del Consejo de Estado de Cuba (1976). Formó parte de la delegación del PCC al XXV y XXVI Congreso del Partido Comunista de la Unión Soviética y a la conmemoración del 60 aniversario de la Revolución de Octubre (1977). 
Asistió a la Asamblea Mundial por la Paz, la Vida y en contra de la Guerra Nuclear (Praga, 1983), y a la conferencia internacional científica «La Gran Revolución Socialista de Octubre y el movimiento de liberación nacional de los pueblos de Asia, África y América Latina» (Bakú, 1977). Participó en la VI conferencia del Parlamento Iberoamericano (Sucre, 1988).
Severo Aguirre fue vicepresidente de la Asamblea Nacional del Poder Popular de Cuba entre 1986 y 1988 y presidente de la Asamblea entre 1988 y 1990. Falleció de causas naturales el 13 de enero de 1992, a los 79 años de edad.

## Condecoraciones
- Orden de la Bandera Roja del Trabajo (Unión Soviética, 1981)[2]

- Orden Lázaro Peña (Cuba, 1983)[3]